# Hiéroglyphe égyptien D15

Valeur fractionnaire des différentes parties de l'œil oudjat servant à noter une fraction d'heqat.

Le hiéroglyphe égyptien D15 (tache de faucon diagonale de l'œil oudjat) est classifiée dans la section D « Parties du corps humain » de la liste de Gardiner ; cet hiéroglyphe y est noté D15.

## Représentation
Il représente la tache brune diagonal de l'œil d'un faucon pèlerin ou peut être une plume composants de l'œil oudjat.

## Utilisation
C'est un idéogramme de la valeur {\displaystyle {\frac {1}{32}}} dans la mesure heqat (soit environ 0,15 litre de céréales).
| t | i | t | D15 · D15 |

| t | i | t | D15 · D15 |

« signes (d'écriture), hiéroglyphes ».